# Boops
Genre
Boops est un genre de poissons marins de la famille des Sparidae, de l'ordre des Perciformes.

## Liste des espèces
Selon FishBase (29 janvier 2016) et ITIS (29 janvier 2016) :
- Boops boops (Linnaeus, 1758) — bogue
- Boops lineatus (Boulenger, 1892)